# Kanton Angers-Centre
Kanton Angers-Centre (fr. Canton d'Angers-Centre) je francouzský kanton v departementu Maine-et-Loire v regionu Pays de la Loire. Tvoří ho pouze centrum města Angers.